# Calvin Beneke
Calvin Beneke, né le 24 décembre 1991 à Johannesburg, est un coureur cycliste sud-africain.

## Palmarès et résultats

### Palmarès par année
- 2010
  - SASKO Harties Cycle Challenge
- 2012
  -  Champion d'Afrique du Sud sur route espoirs
  - 5e étape du Cop Sportif Tour
- 2013
  -  Champion d'Afrique du Sud du contre-la-montre par équipes
  -  Médaillé de bronze au championnat d'Afrique du contre-la-montre par équipes
- 2014
  - 2e étape du Badplaas Tour
  - 2e du Badplaas Tour
- 2016
  - 6e étape du Mpumalanga Tour
  - 2e du Mpumalanga Tour
- 2017
  - Ride for Sight
  - 4e étape du Tour de Windhoek
  - 2e du Tour de Windhoek
- 2018
  - 5e étape du Mpumalanga Tour
- 2019
  - Panorama Tour :
    - Classement général (avec Andrew Edwards)
    - 3e étape (avec Andrew Edwards)

### Classements mondiaux
| Année           | 2014 | 2015 | 2016 | 2017 | 2018 | 2019 |
| --------------- | ---- | ---- | ---- | ---- | ---- | ---- |
| UCI Africa Tour | 206e |      |      |      | 115e | 121e |